# Rasa de Prat Piquer
La Rasa de Prat Piquer  és un torrent afluent per la dreta de la Rasa del Clot de la Vall, a la Vall de Lord.

## Descripció
Neix a 2.140 metres d'altitud a 200 metres al nord del Coll de Tancalaporta i a uns escassos 100 metres a l'est de la Riera de Canalda. La seva direcció predominant és SW-NE. Desguassa les seves aigües a la Rasa del Clot de la Vall a 1.939 m. d'altitud a menys de 200 m. a l'oest de l'inici del telecadira.

## Municipis que travessa
Tot el seu recorregut el realitza pel terme municipal de La Coma i la Pedra.

## Xarxa hidrogràfica
La Rasa de Prat Piquer no té cap afluent. La totalitat d'aquesta xarxa suma, per tant la longitud de la mateixa rasa.

## Perfil del seu curs
| metres de curs  | 0     | 250   | 500   | 750   | 1.000 | 1.233 |
| --------------- | ----- | ----- | ----- | ----- | ----- | ----- |
| Altitud (en m.) | 2.138 | 2.106 | 2.080 | 2.050 | 2.014 | 1.954 |
| % de pendent    | -     | 12,8  | 10,4  | 12,0  | 14,4  | 25,8  |